# Yeshé Nyinpo
Shamar Rinpoché
Mipam Chökyi Wangchug Pälchen Chökyi Döndrub
Palden Yeshe Nyingpo (tibétain : ཡེ་ཤེས་སྙིང་པོ, Wylie : ye shes snying po), né en 1631 et mort le 30 janvier 1695, est un tulkou tibétain. Il est le 7e shamarpa, l'un des leaders spirituels les plus influents du karma kagyü dans le bouddhisme tibétain et du kagyü en général.

## Biographie
Palden Yeshe Nyingpo est né en 1631 à Golok, au bord de la rivière Machu, au Tibet oriental. Le 10e karmapa l'a reconnu, intronisé et lui a transmis les enseignements complets. Shamarpa visite Jyang et Lhassa, où il étudie la philosophie. Il reconnut Yeshe Dorje, le 11e karmapa et l'intronisa, lui transmettant l'intégralité des enseignements. Il est mort le 30 janvier 1695. Son principal disciple est le 11e karmapa.